# Nicolas Imbernon
Nicolas Imbernon est un footballeur français né le 30 novembre 1929 à Port-de-Bouc dans le département des Bouches-du-Rhône et mort le 11 avril 1992 à Orange dans le Vaucluse. Il évolue au poste de milieu de terrain du début des années 1950 au début des années 1960.

## Biographie
Imbernon a commencé sa carrière pro au Stade français en 1951. Il a évolué ensuite successivement au CA Paris, à Metz, à Rennes et à Montpellier. Il a été sélectionné une fois en équipe de France B contre l'Autriche et a disputé en 1956 une demi-finale de Coupe de France face à Sedan, vainqueur de cette édition. 
Il a joué un total de 140 matchs pour 12 buts en Division 1.